# 东郭咸阳
东郭咸阳（?—?），齐国人，西汉盐商、政治人物。汉武帝在位时，元狩五年（前118年），和孔仅同时担任大农丞。管理盐铁之事。主管盐铁专卖，并在全国各地设立盐铁专卖机构，来打击富商大贾。元鼎六年（前111年）孔仅、东郭咸阳被罢官。 